# Списък с филмите на „Уорнър Брос“ (2010 – 2019)
Това е списък с филмите, които са продуцирани, копродуцирани, и/или разпространени от „Уорнър Брос“ през 2010-2019 г.

## 2010
| Премиера             | Заглавие                                     | Бележки |
| -------------------- | -------------------------------------------- | --- |
| 15 януари 2010 г.    | Книгата на Илай                              | единствено разпространение в САЩ; продуциран от Alcon Entertainment, Summit Entertainment и Silver Pictures                                    |
| 29 януари 2010 г.    | Острие на мрака                              | единствено разпространение в Америка, Канада, Латинска Америка и Испания; копродуциран с GK Films, Icon Productions и BBC Films                |
| 12 февруари 2010 г.  | Денят на влюбените                           | копродукция с New Line Cinema |
| 26 февруари 2010 г.  | Скатавки                                     | копродукция с Matt Platt Productions |
| 19 март 2010 г.      | Хъбъл                                        | копродукция с IMAX Filmed Entertainment |
| 20 март 2010 г.      | Текен                                        | единствено разпространение в Япония |
| 2 април 2010 г.      | Сблъсъкът на титаните                        | копродукция с Legendary Pictures |
| 23 април 2010 г.     | Загубеняците                                 | копродукция с Dark Castle Entertainment, StudioCanal и Weed Road Pictures                                                                      |
| 23 април 2010 г.     | Центурион                                    | разпространение във Великобритания с Pathé; копродукция с Celador Films, Canal+ и UK Film Council                                              |
| 30 април 2010 г.     | Кошмари на Елм Стрийт                        | копродукция с New Line Cinema и Platinum Dunes                                                                                                 |
| 27 май 2010 г.       | Сексът и градът 2                            | копродукция с New Line Cinema, Village Roadshow Pictures и HBO Films                                                                           |
| 12 юни 2010 г.       | Избухването                                  | единствено разпространение |
| 18 юни 2010 г.       | Джона Хекс                                   | копродукция с Legendary Pictures и Weed Road Pictures                                                                                          |
| 16 юли 2010 г.       | Генезис                                      | номинация за „Оскар“ за най-добър филм номинация за „Златен глобус“ за най-добър филм - драма; копродукция с Legendary Pictures и Syncopy Inc. |
| 30 юли 2010 г.       | Котки и кучета: Отмъщението на Кити          | копродукция с Village Roadshow Pictures |
| 6 август 2010 г.     | Насмешливо                                   | копродукция с Castle Rock Entertainment |
| 20 август 2010 г.    | Лотариен билет                               | копродукция с Alcon Entertainment, Burg/Koules Productions, Cube Vision и Sweepstake Productions                                               |
| 20 август 2010 г.    | Илюзионистът                                 | разпространение във Великобритания с Pathé; копродукция с Allied Filmmakers and Django Films                                                   |
| 3 септември 2010 г.  | Любов от разстояние                          | копродукция с New Line Cinema |
| 17 септември 2010 г. | Градът                                       | копродукция с Legendary Pictures, GK Films и Thunder Road Pictures                                                                             |
| 24 септември 2010 г. | Легенда за пазителите                        | копродукция с Village Roadshow Pictures и Animal Logic                                                                                         |
| 8 октомври 2010 г.   | Такъв е животът                              | копродукция с Village Roadshow Pictures, Gold Circle Films и Josephson Entertainment                                                           |
| 22 октомври 2010 г.  | Светлина в тунела                            | копродукция с Amblin Entertainment, The Kennedy/Marshall Company и Malpaso Productions                                                         |
| 5 ноември 2010 г.    | Път с предимство                             | копродукция с Legendary Pictures и Green Hat Films                                                                                             |
| 19 ноември 2010 г.   | Хари Потър и Даровете на Смъртта: Първа част | копродукция с Heyday Films |
| 17 декември 2010 г.  | Мечето Йоги                                  | копродукция с Sunswept Entertainment, De Line Pictures и Rhythm and Hues Studios                                                               |

## 2011
| Премиера             | Заглавие                                     | Бележки |
| -------------------- | -------------------------------------------- | --- |
| 7 януари 2011 г.     | 127 часа                                     | разпространение във Великобритания с Pathé; копродукция с Fox Searchlight Pictures, Film4 Productions, Everest Entertainment, HandMade Films и Cloud Eight Films                                |
| 28 януари 2011 г.    | Ритуалът                                     | копродукция с New Line Cinema и Tribeca Productions |
| 18 февруари 2011 г.  | Без име                                      | разпространение извън САЩ, Франция и Германия; копродукция с StudioCanal, Dark Castle Entertainment, Deutscher Filmforderfonds, Babelsberg Studio, Canal+, M6, OCS, Ciné+, Direct 8, и M6 Films |
| 25 февруари 2011 г.  | Ергени за седмица                            | копродукция с New Line Cinema и Conundrum Entertainment |
| 11 март 2011 г.      | Червената шапчица                            | копродукция с Appian Way Productions |
| 25 март 2011 г.      | Sucker Punch: Измислен свят                  | копродукция с Legendary Pictures и Cruel and Unusual Films |
| 8 април 2011 г.      | Артур                                        | копродукция с MBST Entertainment, BenderSpink и Langley Park Productions |
| 8 април 2011 г.      | Дивачета                                     | копродукция с IMAX Pictures |
| 6 май 2011 г.        | Нещо назаем                                  | копродукция с Alcon Entertainment |
| 26 май 2011 г.       | Ергенският запой: Част II                    | копродукция с Legendary Pictures и Green Hat Films |
| 17 юни 2011 г.       | Зеленият фенер                               | копродукция с DC Entertainment |
| 8 юли 2011 г.        | Шефове гадняри                               | копродукция с New Line Cinema и Rat Entertainment |
| 15 юли 2011 г.       | Хари Потър и Даровете на Смъртта: Втора част | копродукция с Heyday Films |
| 29 юли 2011 г.       | Оглупели от любов                            | копродукция с Carousel Productions и Di Novi Pictures |
| 12 август 2011 г.    | Последен изход 5                             | копродукция с New Line Cinema |
| 9 септември 2011 г.  | Заразяване                                   | копродукция с Participant Media, Imagenation Abu Dhabi и Double Features Films |
| 23 септември 2011 г. | Уинтър: Историята на един делфин             | копродукция с Alcon Entertainment |
| 30 септември 2011 г. | Къщата на сенките                            | единствено международно разпространение; копродукция с Morgan Creek Productions |
| 12 октомври 2011 г.  | Артистът                                     | единствено разпространение във Франция; Награда „Оскар“ за най-добър филм през 2012 г. |
| 4 ноември 2011 г.    | Коледа с Харолд и Кумар                      | копродукция с New Line Cinema, Mandate Pictures и Kingsgate Films |
| 11 ноември 2011 г.   | Джей Едгар                                   | копродукция с Imagine Entertainment, Malpaso Productions и Wintergreen Productions |
| 18 ноември 2011 г.   | Весели крачета 2                             | копродукция с Village Roadshow Pictures, Kennedy Miller Mitchell и Dr. D Studios |
| 9 декември 2011 г.   | Новогодишна нощ                              | копродукция с New Line Cinema и Karz Entertainment |
| 16 декември 2011 г.  | Шерлок Холмс: Игра на сенки                  | копродукция с Village Roadshow Pictures, Silver Pictures и Di Bonaventura Pictures |
| 25 декември 2011 г.  | Ужасно силно и адски близо                   | номинация „Оскар“ за най-добър филм копродукция с Scott Rudin Productions |

## 2012
| Премиера             | Заглавие                       | Бележки |
| -------------------- | ------------------------------ | --- |
| 13 януари 2012 г.    | Радостен шум                   | копродукция с Alcon Entertainment                                                                                               |
| 10 февруари 2012 г.  | Пътуване до тайнствения остров | копродукция с New Line Cinema, Walden Media и Contrafilm                                                                        |
| 2 март 2012 г.       | Проектът Х                     | копродукция с Silver Pictures и Green Hat Films                                                                                 |
| 30 март 2012 г.      | Гневът на титаните             | копродукция с Village Roadshow Pictures, Di Novi Pictures и Langley Park Productions                                            |
| 20 април 2012 г.     | Талисманът                     | копродукция с Village Roadshow Pictures, Di Novi Pictures и Langley Park Productions                                            |
| 20 април 2012 г.     | До Арктика 3D                  | единствено разпространение |
| 11 май 2012 г.       | Тъмни сенки                    | копродукция с Village Roadshow Pictures, GK Films, Infinitum Nihil и Zanuck Company                                             |
| 25 май 2012 г.       | Чернобилски дневници           | копродукция с Alcon Entertainment, FilmNation Entertainment и PWP                                                               |
| 15 юни 2012 г.       | Рок завинаги                   | копродукция с New Line Cinema, Corner Stone Entertainment, Material Pictures, Offspring Entertainment и Maguire Entertainment   |
| 29 юни 2012 г.       | Професия: Стриптизьор          | копродукция с FilmNation Entertainment                                                                                          |
| 20 юли 2012 г.       | Черният рицар: Възраждане      | |
| 10 август 2012 г.    | Кампанията                     | копродукция с Gary Sanchez Productions и Everyman Pictures                                                                      |
| 24 август 2012 г.    | Видението                      | копродукция с Babelsberg Studios и Dark Castle Entertainment                                                                    |
| 21 септември 2012 г. | Обратно в играта               | копродукция с Malpaso Productions                                                                                               |
| 12 октомври 2012 г.  | Арго                           | копродукция с GK Films и Smokehouse Pictures; Награда „Оскар“ за най-добър филм през 2013 г.                                    |
| 26 октомври 2012 г.  | Облакът атлас                  | единствено разпространение в САЩ и Великобритания; продуциран от Focus Features, X-Filme Creative Pool and Anarchos Productions |
| 14 декември 2012 г.  | Хобит: Неочаквано пътешествие  | копродукция с Metro-Goldwyn-Mayer, New Line Cinema и WingNut Films                                                              |

## 2013
| Премиера             | Заглавие                          | Бележки |
| -------------------- | --------------------------------- | --- |
| 11 януари 2013 г.    | Гангстерски отдел                 | копродукция с Village Roadshow Pictures и Langley Park Productions                                                                                             |
| 1 февруари 2013 г.   | Куршум в главата                  | единствено разпространение в САЩ; копродукция с Metropolitan Filmexport, Dark Castle Entertainment, IM Global и After Dark Films                               |
| 14 февруари 2013 г.  | Прелестни създания                | единствено разпространение в САЩ; копродукция с Summit Entertainment, Alcon Entertainment, 3 Arts Entertainment и Belle Pictures                               |
| 1 март 2013 г.       | Джак, убиецът на великани         | копродукция с New Line Cinema, Legendary Pictures, Original Film, Big Kid Pictures и Bad Hat Harry                                                             |
| 15 март 2013 г.      | Феноменалният Бърт Уондърстоун    | копродукция с New Line Cinema, Benderspink и Carousel Productions                                                                                              |
| 12 април 2013 г.     | Номер 42-ри                       | копродукция с Legendary Pictures |
| 10 май 2013 г.       | Великият Гетсби                   | копродукция с Village Roadshow Pictures, Bazmark Productions и Red Wagon Entertainment                                                                         |
| 23 май 2013 г.       | Ергенският запой: Част III        | копродукция с Legendary Pictures и Green Hat Films |
| 14 юни 2013 г.       | Човек от стомана                  | копродукция с Legendary Pictures, DC Entertainment, Cruel and Unusual Films и Syncopy Inc.                                                                     |
| 12 юли 2013 г.       | Огненият пръстен                  | копродукция с Legendary Pictures |
| 19 юли 2013 г.       | Заклинанието 3: Демоничният убиец | копродукция с New Line Cinema, Safran Company и Evergreen Media Group                                                                                          |
| 7 август 2013 г.     | Семейство Милър                   | копродукция с New Line Cinema |
| 30 август 2013 г.    | Бягство                           | копродукция с Dark Castle Entertainment и After Dark Films |
| 13 септември 2013 г. | Непростимо                        | копродукция с Nikkatsu и Office Shirous |
| 20 септември 2013 г. | Затворници                        | единствено разпространение в САЩ, Канада, Испания и Италия; продуциран от Summit Entertainment, Alcon Entertainment, 8:38 Productions и Madhouse Entertainment |
| 4 октомври 2013 г.   | Гравитация                        | номинация за „Оскар“ за най-добър филм копродукция с Heyday Films and Esperanto Filmoj Productions                                                             |
| 13 декември 2013 г.  | Хобит: Пущинакът на Смог          | копродукция с Metro-Goldwyn-Mayer, New Line Cinema и WingNut Films                                                                                             |
| 18 декември 2013 г.  | Тя                                | номинация за „Оскар“ за най-добър филм единствено разпространение в САЩ и Германия; продуциран от Stage 6 Films и Annapurna Pictures                           |
| 25 декември 2013 г.  | Бойни старчета                    | копродукция с Gerber Pictures, RatPac Entertainment и Callahan Filmworks                                                                                       |

## 2014
| Премиера             | Заглавие                         | Бележки |
| -------------------- | -------------------------------- | --- |
| 7 февруари 2014 г.   | LEGO: Филмът                     | копродукция с Warner Animation Group, Village Roadshow Pictures, Vertigo Entertainment, RatPac Entertainment и Lin Pictures                                                    |
| 14 февруари 2014 г.  | Зимна приказка в Ню Йорк         | копродукция с Village Roadshow Pictures, Mace Neufeld Productions, Marc Platt Productions и Weed Road Pictures                                                                 |
| 7 март 2014 г.       | 300: Възходът на една империя    | копродукция с Legendary Pictures, Cruel and Unusual Films, Atmosphere Pictures, Hollywood Gang Films и Skylark Productions                                                     |
| 14 март 2014 г.      | Вероника Марс                    | копродукция с Mace Neufeld Productions, Spoondolie Productions и Warner Bros. Digital Distribution                                                                             |
| 4 април 2014 г.      | Островът на лемурите: Мадагаскар | единствено коразпространение с IMAX Pictures |
| 18 април 2014 г.     | Превъзходство                    | разпространение в САЩ; продуциран от Summit Entertainment, Alcon Entertainment и Straight Up Films                                                                             |
| 16 май 2014 г.       | Годзила                          | копродукция с Legendary Pictures и Toho |
| 23 май 2014 г.       | Заедно по принуда                | копродукция с Gulfstream Pictures, Happy Madison Productions и Flower Films |
| 6 юни 2014 г.        | На ръба на утрешния ден          | копродукция с Village Roadshow Pictures, RatPac Entertainment, 3 Arts Entertainment и Viz Productions                                                                          |
| 20 юни 2014 г.       | Момчетата от Джърси              | копродукция с Malpaso Productions, GK Films и RatPac Entertainment |
| 4 юли 2014 г.        | Тами                             | копродукция с New Line Cinema, Gary Sanchez Productions и On the Day Productions                                                                                               |
| 8 август 2014 г.     | В окото на бурята                | копродукция с New Line Cinema, Village Roadshow Pictures и Broken Road Productions                                                                                             |
| 14 август 2014 г.    | Диви истории                     | единствен разпространител |
| 22 август 2014 г.    | Ако остана                       | единствено театрално разпространение; продуциран от New Line Cinema, Metro-Goldwyn-Mayer и Di Novi Pictures                                                                    |
| 12 септември 2014 г. | Историята на един делфин 2       | копродукция с Alcon Entertainment |
| 19 септември 2014 г. | Шантава седмица                  | копродукция с Spring Creek Pictures и 21 Laps Entertainment |
| 1 октомври 2014 г.   | Искаш или не искаш?              | единствено разпространение |
| 3 октомври 2014 г.   | Анабел                           | копродукция с New Line Cinema, Safran Company и Atomic Monster Productions |
| 3 октомври 2014 г.   | Добрата лъжа                     | копродукция с Alcon Entertainment, Imagine Entertainment, Reliance Entertainment и Black Label Media                                                                           |
| 10 октомври 2014 г.  | Съдията                          | копродукция с Village Roadshow Pictures, RatPac Entertainment и Team Downey |
| 7 ноември 2014 г.    | Интерстелар                      | единствено международно разпространение; копродукция с Paramount Pictures, Legendary Pictures, Syncopy Inc. и Lynda Obst Productions                                           |
| 26 ноември 2014 г.   | Шефове гадняри 2                 | копродукция с New Line Cinema, Benderspink и RatPac Entertainment |
| 5 декември 2014 г.   | Дръжте Дядо Коледа               | единствено разпространение |
| 12 декември 2014 г.  | Вроден порок                     | копродукция с Ghoulardi Film Company |
| 17 декември 2014 г.  | Хобит: Битката на петте армии    | копродукция с Metro-Goldwyn-Mayer, New Line Cinema и WingNut Films |
| 25 декември 2014 г.  | Американски снайперист           | номинация за „Оскар“ за най-добър филм копродукция с Village Roadshow Pictures, Malpaso Productions, RatPac Entertainment, Mad Chance Productions и 22nd & Indiana Productions |

## 2015
| Премиера             | Заглавие                     | Бележки |
| -------------------- | ---------------------------- | --- |
| 6 февруари 2015 г.   | Пътят на Юпитер              | копродукция с Village Roadshow Pictures, RatPac Entertainment и Anarchos Productions |
| 27 февруари 2015 г.  | Фокус                        | копродукция с Zaftig Films, Di Novi Pictures, RatPac Entertainment и Kramer & Sigman Films |
| 6 март 2015 г.       | Изгубени на север            | единствено разпространение |
| 13 март 2015 г.      | Среднощно преследване        | копродукция с Vertigo Entertainment и Energy Entertainment |
| 27 март 2015 г.      | Пандиз експерт               | копродукция с Gary Sanchez Productions |
| 10 април 2015 г.     | Изгубената река              | копродукция с Bold Films, Marc Platt Productions и Phantasma |
| 24 април 2015 г.     | Търсачът                     | единствено разпространение в САЩ; копродукция с RatPac Entertainment, Seven Network, Hopscotch Features и Fear of God Films |
| 8 май 2015 г.        | Гореща гонка                 | копродукция с Metro-Goldwyn-Mayer, New Line Cinema and Pacific Standard |
| 15 май 2015 г.       | Лудия Макс: Пътят на яростта | номинация за „Оскар“ за най-добър филм копродукция с Village Roadshow Pictures и Kennedy Miller Mitchell |
| 29 май 2015 г.       | Сан Андреас                  | копродукция с Village Roadshow Pictures, RatPac Entertainment, New Line Cinema и Flynn Picture Company |
| 3 юни 2015 г.        | Антураж                      | продуциран от HBO Films и Closest to the Wall Productions |
| 26 юни 2015 г.       | Баткид                       | копродукция с New Line Cinema и KTF Films |
| 26 юни 2015 г.       | Макс                         | единствено разпространение; продуциран от Metro-Goldwyn-Mayer и Sunswept Entertainment |
| 1 юли 2015 г.        | Професия: Стриптизьор 2      | копродукция с Iron House Entertainment |
| 10 юли 2015 г.       | Бесилото                     | продуциран от New Line Cinema, Blumhouse Productions, Management 360, и Tremendum Pictures |
| 29 юли 2015 г.       | Ваканция                     | копродукция с New Line Cinema и Big Kid Pictures |
| 14 август 2015 г.    | Мъжът от U.N.C.L.E.          | копродукция с Davis Entertainment, Wigram Productions, RatPac Entertainment and Turner Entertainment Co. |
| 28 август 2015 г.    | Светът е наш                 | единствено разпространение в САЩ; копродукция с StudioCanal, Anton Capital Entertainment, RatPac Entertainment и Working Title Films |
| 4 септември 2015 г.  | Шпионско време               | единствено разпространение |
| 15 септември 2015 г. | Скрити                       | копродукция с Vertigo Entertainment |
| 18 септември 2015 г. | Черна служба                 | копродукция с Cross Creek Pictures, RatPac Entertainment, Infinitum Nihil и Ridgerock Entertainment Group |
| 25 септември 2015 г. | Обратно в играта             | копродукция с Waverly Films |
| 9 октомври 2015 г.   | Пан                          | копродукция с RatPac Entertainment |
| 30 октомври 2015 г.  | Top Cat: Началото на мафията | копродукция с Ánima Estudios и Discreet Arts Productions |
| 30 октомври 2015 г.  | Нашето мото е Криза          | копродукция с Participant Media и Smokehouse Pictures |
| 13 ноември 2015 г.   | 33-мата                      | разпространение в Северна Америка; продуциран от Alcon Entertainment, Phoenix Pictures и Gobierno de Colombia; 20th Century Fox поддържа разпространението в Латинска Америка                                                                          |
| 25 ноември 2015 г.   | Крийд                        | копродукция с Metro-Goldwyn-Mayer, New Line Cinema и Chartoff-Winkler Productions |
| 11 декември 2015 г.  | В сърцето на морето          | копродукция с Village Roadshow Pictures, Imagine Entertainment, Roth Films, Spring Creek Pictures, Cott Productions, Enelmar Productions, A.I.E. и Kia Jam Productions                                                                                 |
| 25 декември 2015 г.  | Критична точка               | единствено разпространение в Северна/Южна Америка, Великобритания, Япония и Русия; копродукция с Summit Entertainment, Lionsgate, Alcon Entertainment, Studio Babelsberg, Chris Taylor Productions, Taylor-Baldecchi-Wimmer Productions и Fusion Films |

## 2016
| Премиера             | Заглавие                                         | Бележки |
| -------------------- | ------------------------------------------------ | --- |
| 12 февруари 2016 г.  | Наръчник за необвързани                          | продуциран от New Line Cinema и Metro-Goldwyn-Mayer |
| 18 март 2016 г.      | Среднощен чудак                                  | единствено разпространение извън Великобритания; копродукция с RatPac Entertainment FilmNation Entertainment (не е посочен в надписите), Faliro House Productions и Tri-State Pictures                    |
| 25 март 2016 г.      | Батман срещу Супермен: Зората на справедливостта | копродукция с DC Entertainment, Atlas Entertainment, RatPac Entertainment и Cruel and Unusual Films |
| 8 април 2016 г.      | Човекът, който познаваше безкрайността           | единствено разпространение |
| 15 април 2016 г.     | Бръснарницата: Следващо клъцване                 | единствено разпространение; продуциран от Metro-Goldwyn-Mayer, New Line Cinema и Cube Vision |
| 21 април 2016 г.     | В края на тунела                                 | единствено разпространение |
| 29 април 2016 г.     | Киану                                            | продуциран от New Line Cinema |
| 20 май 2016 г.       | Любезните пичове                                 | единствено разпространение в САЩ; копродукция с Silver Pictures и Waypoint Entertainment |
| 3 юни 2016 г.        | Аз преди теб                                     | единствено разпространение; продуциран от Metro-Goldwyn-Mayer и New Line Cinema |
| 10 юни 2016 г.       | Заклинанието 2                                   | продуциран от New Line Cinema, The Safran Company и Evergreen Media Group |
| 17 юни 2016 г.       | Агент и 1/2                                      | единствено разпространение в САЩ; копродукция с New Line Cinema, Universal Pictures, RatPac Entertainment, Bluegrass Films и Perfect World Pictures; Universal Pictures поддържа международните територии |
| 1 юли 2016 г.        | Легендата за Тарзан                              | копродукция с Village Roadshow Pictures, Dark Horse Entertainment и Jerry Weintraub Productions |
| 22 юли 2016 г.       | Не гасете светлината                             | продуциран от New Line Cinema |
| 5 август 2016 г.     | Отряд самоубийци                                 | копродукция с DC Films, Atlas Entertainment and RatPac Entertainment |
| 19 август 2016 г.    | В голямата игра                                  | копродукция с Joint Effort Productions, The Mark Gordon Company и RatPac Entertainment |
| 9 септември 2016 г.  | Съли: Чудото на Хъдсън                           | копродукция с Village Roadshow Pictures, RatPac Entertainment, Malpaso Productions, The Kennedy/Marshall Company, Playtone и Flashlight Films                                                             |
| 23 септември 2016 г. | Щъркели                                          | копродукция с Warner Animation Group |
| 23 септември 2016 г. | Момиченцето с всички дарби                       | единствено разпространение |
| 14 октомври 2016 г.  | Счетоводителят                                   | копродукция с Electric City Entertainment и Zero Gravity Management |
| 18 ноември 2016 г.   | Фантастични животни и къде да ги намерим         | копродукция с Heyday Films и Weed Road Pictures |
| 16 декември 2016 г.  | Косвена красота                                  | продуциран от New Line Cinema, Village Roadshow Pictures, PalmStar Media, Merced Media, Likely Story, Anonymous Content, и Overbrook Entertainment                                                        |
| 25 декември 2016 г.  | Те живеят в нощта                                | копродукция с Appian Way Productions и Pearl Street Films |

## 2017
| Премиера             | Заглавие                          | Бележки |
| -------------------- | --------------------------------- | --- |
| 6 януари 2017 г.     | Невидимият гост                   | единствено разпространение |
| 10 февруари 2017 г.  | Лего Батман: Филмът               | копродукция с DC Entertainment, The LEGO Group, Warner Animation Group, Lin Pictures, Vertigo Entertainment, Lord Miller Productions, и Animal Logic                           |
| 17 февруари 2017 г.  | Между шамарите                    | продуциран от New Line Cinema, Village Roadshow Pictures, 21 Laps Entertainment, и Wrigley Pictures                                                                            |
| 10 март 2017 г.      | Конг: Островът на черепа          | копродукция с Legendary Pictures и Tencent Pictures |
| 24 март 2017 г.      | CHiPs: Магистрални ченгета        | копродукция с Primate Pictures |
| 7 април 2017 г.      | Обир със стил                     | копродукция с New Line Cinema, Village Roadshow Pictures и De Line Pictures |
| 18 април 2017 г.     | Вълците пред вратата              | единствено разпространение |
| 21 април 2017 г.     | Незабравимо                       | копродукция с Di Novi Pictures |
| 5 май 2017 г.        | Макс 2                            | разпространение на домашно видео; копродукция с Sunswept Entertainment и Orion Pictures, пуснат по кината и в интернет от Metro-Goldwyn-Mayer                                  |
| 12 май 2017 г.       | Крал Артур: Легенда за меча       | копродукция с Village Roadshow Pictures, Weed Road Pictures, Safe House Pictures и Ritchie/Wigram Productions                                                                  |
| 19 май 2017 г.       | Всичко, всичко                    | единствено разпространение; продуциран от Metro-Goldwyn-Mayer и Alloy Entertainment                                                                                            |
| 2 юни 2017 г.        | Жената-чудо                       | копродукция с DC Films, Cruel and Unusual Films и Mandy Films |
| 30 юни 2017 г.       | Операция Казино                   | продуциран от New Line Cinema, Village Roadshow Pictures, Good Universe, и Gary Sanchez Productions                                                                            |
| 21 юли 2017 г.       | Дюнкерк                           | номинация за „Оскар“ за най-добър филм копродукция с RatPac-Dune Entertainment, и Syncopy Inc.                                                                                 |
| 11 август 2017 г.    | Анабел 2: Сътворение              | копродукция с New Line Cinema, Atomic Monster Productions и The Safran Company                                                                                                 |
| 11 август 2017 г.    | Крадци на ядки 2: Луди по природа | единствено разпространение във Великобритания; копродукция с The Weinstein Company, Open Road Films, ToonBox Entertainment, Gulfstream Pictures, Red Rover и Shanghai Hoongman |
| 24 август 2017 г.    | Шантаво семейство                 | единствено разпространение в Германия |
| 8 септември 2017 г.  | То                                | копродукция с New Line Cinema, Lin Pictures, Vertigo Entertainment и KatzSmith Productions                                                                                     |
| 22 септември 2017 г. | Лего Нинджаго: Филмът             | копродукция с Warner Animation Group, Lin Pictures, Animal Logic, Lord Miller Productions, и Vertigo Entertainment                                                             |
| 6 октомври 2017 г.   | Блейд Рънър 2049                  | единствено разпространение в САЩ; продуциран от Columbia Pictures, Alcon Entertainment, Scott Free Productions, Torridon Films, и 16:14 Entertainment                          |
| 20 октомври 2017 г.  | Геобуря                           | копродукция с Electric Entertainment and Skydance Media |
| 17 ноември 2017 г.   | Лигата на справедливостта         | копродукция с DC Films, Atlas Entertainment, Cruel and Unusual Films, и RatPac-Dune Entertainment                                                                              |
| 1 декември 2017 г.   | Катастрофалният артист            | единствено международно разпространение; копродукция с New Line Cinema, Point Grey Pictures, Good Universe и Rabbit Bandini Productions                                        |
| 7 декември 2017 г.   | Забравете за Ник                  | единствено разпространение |
| 22 декември 2017 г.  | Пич, къде е баща ти?              | копродукция с Alcon Entertainment, The Montecito Picture Company, и DMG Entertainment                                                                                          |

## 2018
| Премиера             | Заглавие                                           | Бележки |
| -------------------- | -------------------------------------------------- | --- |
| 12 януари 2018 г.    | Падингтън 2                                        | единствено разпространение в САЩ; копродукция с StudioCanal и Heyday Films                                                                                     |
| 19 януари 2018 г.    | 12 силни                                           | единствено разпространение в САЩ; копродукция с Lionsgate, Alcon Entertainment, Black Label Media и Jerry Bruckheimer Films                                    |
| 9 февруари 2018 г.   | 15:17 до Париж                                     | копродукция с Village Roadshow Pictures и RatPac Entertainment и Malpaso Productions                                                                           |
| 23 февруари 2018 г.  | Нощни игри                                         | копродукция с New Line Cinema, RatPac Entertainment, Davis Entertainment и Aggregate Films                                                                     |
| 16 март 2018 г.      | Tomb Raider: Първа мисия                           | копродукция с Metro-Goldwyn-Mayer, Square Enix и GK Films |
| 29 март 2018 г.      | Играч първи, приготви се                           | копродукция с Village Roadshow Pictures, Amblin Entertainment, De Line Pictures и Farah Films & Management                                                     |
| 13 април 2018 г.     | Rampage: Унищожителите                             | копродукция с New Line Cinema, Flynn Picture Company, Wrigley Pictures, Seven Bucks Productions, и ASAP Entertainment                                          |
| 11 май 2018 г.       | Безкраен купон                                     | единствено разпространение; продуциран от New Line Cinema и On the Day Productions                                                                             |
| 8 юни 2018 г.        | Бандитките на Оушън                                | копродукция с Village Roadshow Pictures, Rahway Road Pictures, и Larger Than Life Productions                                                                  |
| 15 юни 2018 г.       | Ти гониш!                                          | единствено разпространение; продуциран от New Line Cinema и Broken Road Productions Също е последния филм на Warner Bros. Pictures под лейбъла на Time Warner. |
| 27 юли 2018 г.       | Малки титани: В готовност! Филмът                  | копродукция с Warner Bros. Animation и DC Entertainment. Първият филм на Warner Bros. под новия лейбъл на WarnerMedia.                                         |
| 10 август 2018 г.    | Мега звяр                                          | копродукция с Gravity Pictures, Flagship Entertainment, Apelles Entertainment, Di Bonaventura Pictures, и Maeday Productions                                   |
| 15 август 2018 г.    | Луди богаташи                                      | копродукция с Color Force и Ivanhoe Pictures |
| 7 септември 2018 г.  | Монахинята                                         | копродукция с New Line Cinema |
| 28 септември 2018 г. | Малката стъпка                                     | копродукция с Warner Animation Group и Zatfig Films |
| 5 октомври 2018 г.   | Роди се звезда                                     | номинация за „Оскар“ за най-добър филм копродукция с Metro-Goldwyn-Mayer, Live Nation Productions, Joint Effort and Gerber Pictures                            |
| 16 октомври 2018 г.  | Фантастични животни: Престъпленията на Гринделвалд | копродукция с Heyday Films и Wigram Productions |
| 21 ноември 2018 г.   | Крийд 2                                            | единствено междунардно разпространение; копродукция с Metro-Goldwyn-Mayer, New Line Cinema и Chartoff-Winkler Productions                                      |
| 29 ноември 2018 г.   | Книга за джунглата: Произходът                     | копродукция с The Imaginarium и Netflix |
| 30 ноември 2018 г.   | Глава, пълна с мед                                 | копродукция с Barefoot Films |
| 13 декември 2018 г.  | Те няма да остареят                                | копродукция с WingNut Films |
| 14 декември 2018 г.  | Трафикантът                                        | копродукция с Imperative Entertainment, Bron Creative, и Malpaso Productions                                                                                   |
| 21 декември 2018 г.  | Аквамен                                            | копродукция с DC Films, The Safran Company, и Cruel and Unusual Films                                                                                          |

## 2019
| Премиера             | Заглавие                      | Бележки |
| -------------------- | ----------------------------- | --- |
| 11 януари 2019 г.    | Бялата змия                   | копродукция с Light Chaser Animation Studios |
| 8 февруари 2019 г.   | LEGO: Филмът 2                | копродукция с Warner Animation Group, Rideback, Vertigo Entertainment, Lord Miller Productions, и Animal Logic                                                 |
| 13 февруари 2019 г.  | Не е ли романтично            | копродукция с New Line Cinema и Bron Creative |
| 21 февруари 2019 г.  | Златната ръкавица             | копродукция с Bombero International и Pathé Film |
| 15 март 2019 г.      | Нанси Дрю и скритото стълбище | копродукция с A Very Good Production |
| 5 април 2019 г.      | Шазам!                        | копродукция с New Line Cinema, DC Films, The Safran Company, Flynn Picture Company, и Seven Bucks Productions                                                  |
| 19 април 2019 г.     | Проклятието на плачещата жена | копродукция с New Line Cinema и Atomic Monster Productions |
| 10 май 2019 г.       | Покемон: Детектив Пикачу      | единствено международно разпространение; продуциран от Legendary Entertainment, The Pokémon Company и Toho (Японски разпространител)                           |
| 17 май 2019 г.       | Слънцето също е звезда        | единствено разпространение; продуциран от Metro-Goldwyn-Mayer и Alloy Entertainment                                                                            |
| 31 май 2019 г.       | Годзила: Кралят на чудовищата | копродукция с Legendary Pictures |
| 14 юни 2019 г.       | Шафт                          | единствено разпространение в САЩ; продуциран от New Line Cinema и Davis Entertainment                                                                          |
| 26 юни 2019 г.       | Анабел 3                      | продуциран от New Line Cinema, Atomic Monster и The Safran Company                                                                                             |
| 9 август 2019 г.     | Кралици на престъпността      | продуциран от New Line Cinema, Bron Creative и DC Vertigo |
| 14 август 2019 г.    | Заслепен от светлината        | единствено разпространение със New Line Cinema включително Великобритания, Австралия и Нова Зеландия; продуциран от Levantine Films, INGENIθUS и Bend It Films |
| 30 август 2019 г.    | Вътрешни афери                | единствено разпространение |
| 6 септември 2019 г.  | То: Част втора                | продуциран от New Line Cinema, Rideback, Vertigo Entertainment и KatzSmith Productions                                                                         |
| 13 септември 2019 г. | Щиглецът                      | копродукция с Color Force и Amazon Studios |
| 4 октомври 2019 г.   | Жокера                        | номинация за „Оскар“ за най-добър филм копродукция с Village Roadshow Pictures, DC Films и Bron Creative                                                       |
| 25 октомври 2019 г.  | Западни звезди                | копродукция с New Line Cinema |
| 1 ноември 2019 г.    | Тъмната страна на Бруклин     | копродукция с Class 5 Films и MWM Studios |
| 8 ноември 2019 г.    | Доктор Сън                    | копродукция с Intrepid Pictures, Weed Road, и Vertigo Entertainment                                                                                            |
| 14 ноември 2019 г.   | Моята Зоуи                    | копродукция с Amusement Park Films, Baby Cow Productions, Electrick Films, Magnolia Mae Films и Metalwork Pictures                                             |
| 15 ноември 2019 г.   | Добрият лъжец                 | продуциран от New Line Cinema и Bron Creative |
| 13 декември 2019 г.  | Случаят Ричард Джуъл          | копродукция с Malpaso Productions, Misher Films, и Appian Way Productions                                                                                      |
| 25 декември 2019 г.  | Милост                        | копродукция с Macro Media и Gil Netter Productions |